# Panlong
Panlong(кит.: 盘龙 Панлонг, англ. Coiling dragon, «Дракон, що звивається») — ранобе, автором якого є Вочі Сіхунші, відомий під псевдонімом I Eat Tomatoes. Роман видавали з 2008 року і був перекладений багатьма мовами, зокрема англійською та російською. Складається з 21-го тому, кожен з яких містить різну кількість розділів. Твір є класичним представником ранобе і містить у собі такі жанри: екшн, бойовик, драма, пригоди, фентезі.

## Опис
Події відбуваються на континенті Юлан — місці, де сильний пожирає слабкого. Якщо ти хочеш чогось досягнути в цьому світі, ти повинен тренуватися і стати воїном або магом. Історія починається в містечку Вушан, з якого походить Лінлей Барух — нащадок древнього клану воїнів Крові Дракона, що постійно занепадав протягом останніх п'яти тисяч років. Мета головного героя — повернути кланові колишню славу, сімейну реліквію, яку забрали через борги, і стати легендарним «святим» (рівень досягнень у бойових мистецтвах або магії). Так почалася довга подорож Лінлея, але він ще навіть не здогадується, які випробування чекають на нього попереду.

## Назви томів
- Том 1. Перстень Дракона, що звивається.
- Том 2. Дорослішання.
- Том 3. Гірський Хребет Магічних Звірів.
- Том 4. Воїн Крові Дракона.
- Том 5. Божественний меч Фіолетової Крові.
- Том 6. Дорога помсти.
- Том 7. Небо і Земля перевернулися.
- Том 8. Десять тисяч кілометрів шляху.
- Том 9. Його слава прогримить на весь світ.
- Том 10. Барух.
- Том 11. Некрополь Богів.
- Том 12. Сходження Богів.
- Том 13. Гебадос.
- Том 14. Демон.
- Том 15. Дорогоцінний скарб.
- Том 16. Море Зоряного Туману.
- Том 17. Префектура Індиго.
- Том 18. Верховний Бог.
- Том 19. Метаморфоза.
- Том 20. Таємниця Корони.
- Том 21. Повелитель Великого Туману.

## Головні персонажі твору
- Лінлей Барух — головний герой твору.
- Хогг — батько Лінлея.
- Уортон — молодший брат Лінлея.
- Дідусь Дерінг — древній маг рангу «святих», учитель Лінлея.
- Бебе — контрактний звір Лінлея.
- Делія — дружина Лінлея.
- Бейрут — один з «владик», дідусь Бебе.
- Тейлор, Саша… — діти Лінлея.

## Манґа-адаптація
З 2013 року за мотивами ранобе почала виходити кольорова манґа, сценаристом якої є автор роману, а художником — Тун І Мін. 2014 року її почали перекладати англійською та російською мовами. Не набула великої популярності через ранобе, яке фанати прочитали раніше. В Китаї манґа закінчилася 2016 року. Переклад триває досі.